# 토요 영화 탐험
《토요 영화 탐험》은  KBS 2TV에서 2003년 12월 20일부터 2006년 11월 18일까지 방영한 영화 전문 텔레비전 프로그램이었다.

## 기획 의도
- 영화소개 프로그램에서 사라진 작가론과 작품론을 부할시키며, 흥미위주의 영화 소개를 지양한 본격 영화 비평 매거진을 시도한다. 또한 영화를 보는 폭넓은 시각을 제공하고, 시청자 스스로가 각자 나름대로의 영화보는 재미를 생산할 수 있도록 시청자 참여를 통해 영화 해석의 다양한 시각 제공.

## 방송 시간
- 매주 토요일 오전 11:20 ~ 12:20

## 역대 진행자
- 김승수 배우 (남)
- 김기만[1]아나운서실 차장 (남)
- 김경란 前 아나운서 (여)
- 김윤지 아나운서 (여)
- 백승주[2]아나운서 (여)

## 프로그램 내용
- 새 영화 : 처음 만나보는 따끈따끈한 개봉대기작들을 소개한다.
- 이번 주 이 영화 : 개봉을 앞둔 화제의 영화를 소개하는 코너. 영화의 분석을 가미하여 영화선택의 확실한 답을 찾아준다.
- 유상무의 타이틀 매치 : 유상무가 펼치는 영화 대결 코너. 두 편의 영화를 재미있게 비교해 보며 영화의 챔피언을 가려본다.
- 네버 엔딩 스토리 : 개봉예정작이나 dvd 출시작 중 우리의 마음을 확 사로잡을 재미있는 이야기를 가진 영화를 흥미롭게 풀어본다
- 영화 후일담 : 영화 제작시 우리가 알지 못했던 숨겨진 뒷 얘기를 소개하는 코너. 영화 속 숨어있는 1인치의 재미를 찾는다
- 이제락 감독의 숏컷 : 영화의 근황이나 남모르는 소식을 찾아보는 코너. 이제락 감독의 현장스케치를 담아 생생한 재미를 준다.
- 보너스 트랙 : 영화현장에서 일어나는 여러 가지 재미있는 상황들을 짧지만 생생하게 전해준다

## 같이 보기
- 출발! 비디오 여행 (MBC TV)
- 접속! 무비월드 (SBS TV)

## 타이틀 변천사
| 역대 | 타이틀           | 방송 기간                           | 비고  |
| ---- | ---------------- | ----------------------------------- | ----- |
| 1대  | 시네마 데이트    | 1997년 5월 24일 ~ 2001년 4월 29일   | [ 3 ] |
| 2대  | 영화 그리고 팝콘 | 2001년 5월 6일 ~ 2002년 10월 27일   |       |
| 3대  | 토요 영화 탐험   | 2003년 12월 20일 ~ 2006년 11월 18일 |       |